# Tunabergs gruvmuseum

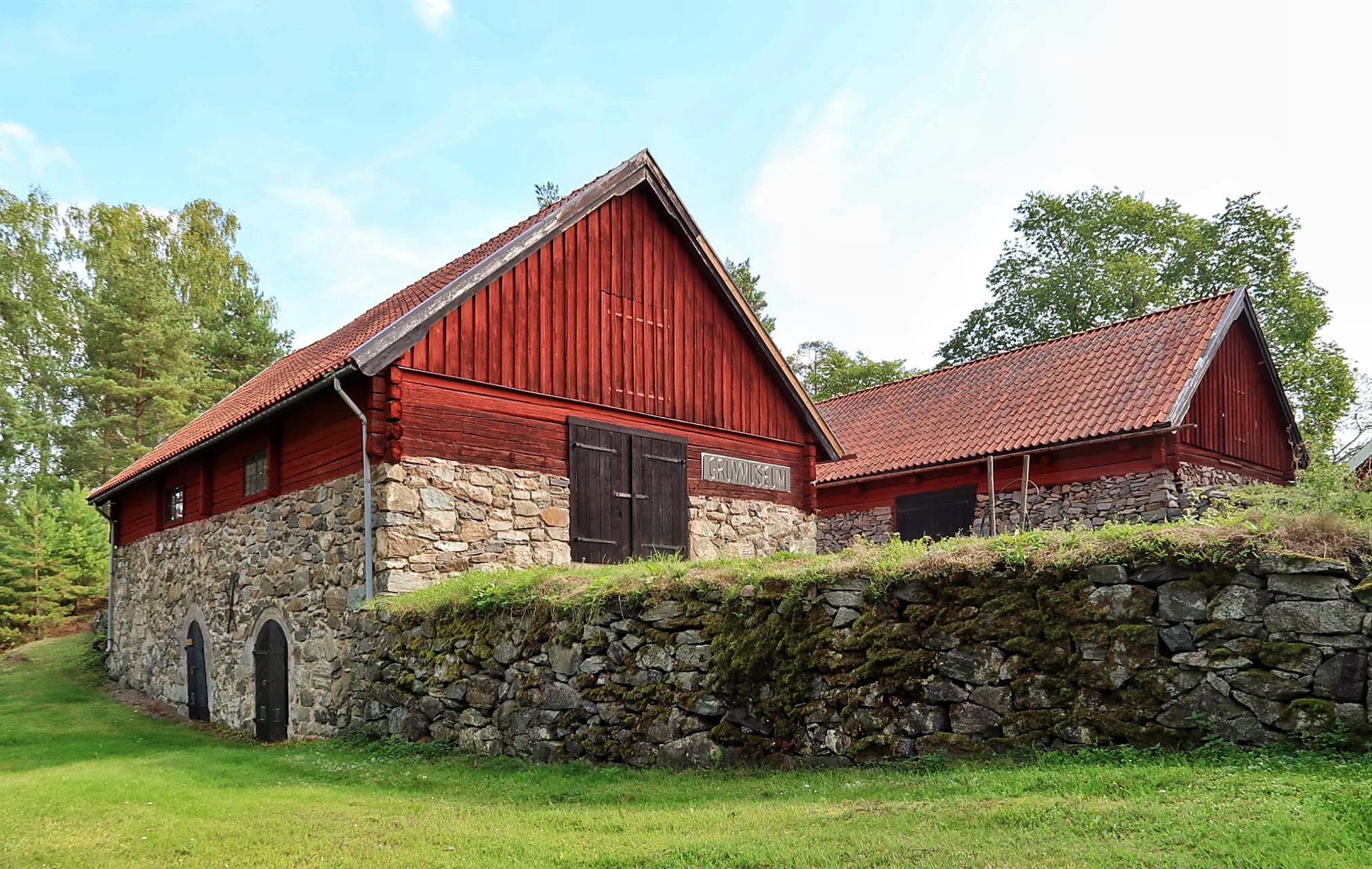
Tunabergs gruvmuseum.

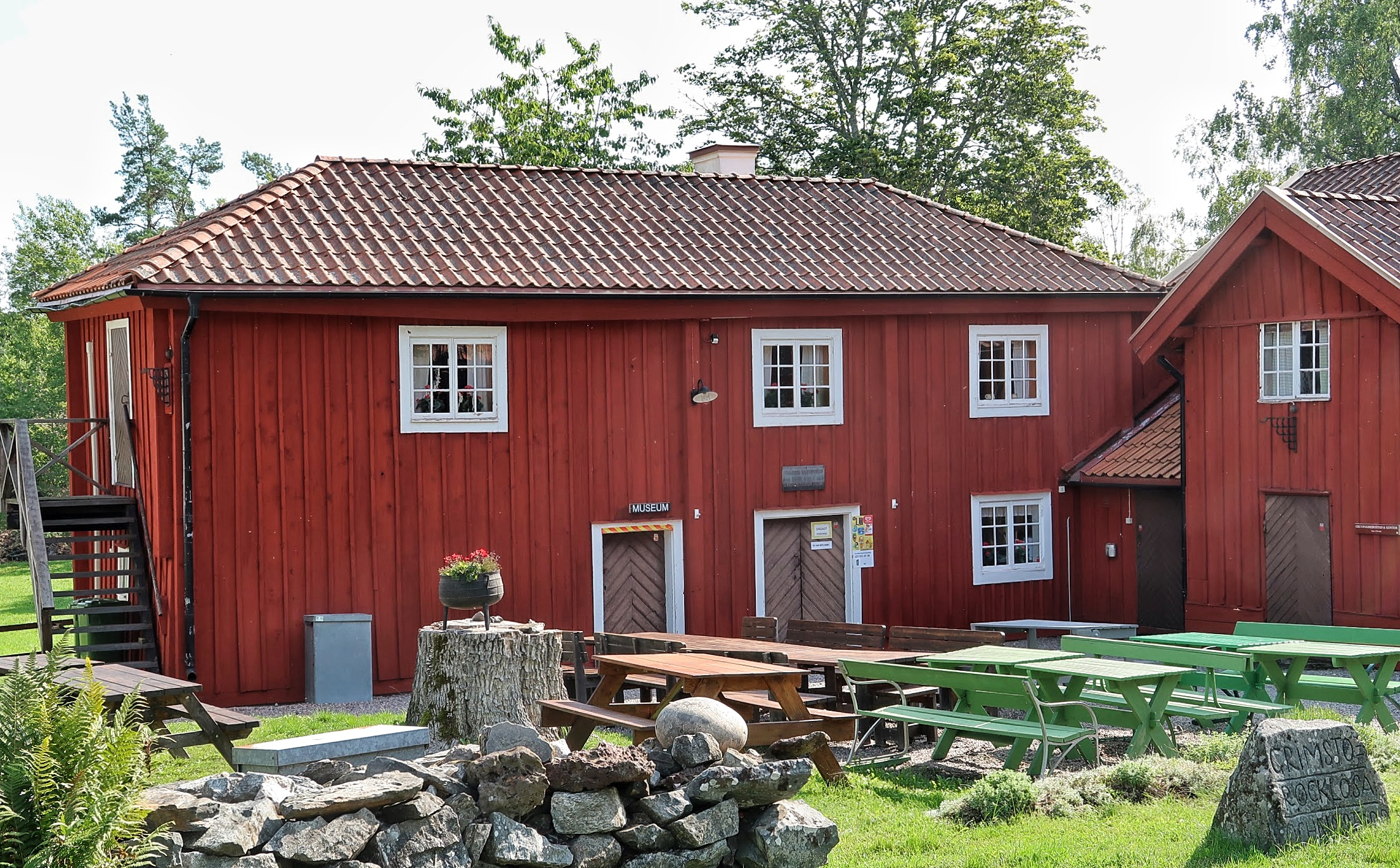
Tunabergs hembygdsgård.

Tunabergs gruvmuseum är ett museum över gruvdriften i Tuna bergslag i Koppartorp 24 kilometer söder om Nyköpings tätort.
Museet, som invigdes fjärde juni 2005, är ett samarbete mellan främst Tunaberg hembygdsförening, Föreningen för historisk bergshantering och Sörmlandsleden.